# Hatertse en Overasseltse Vennen

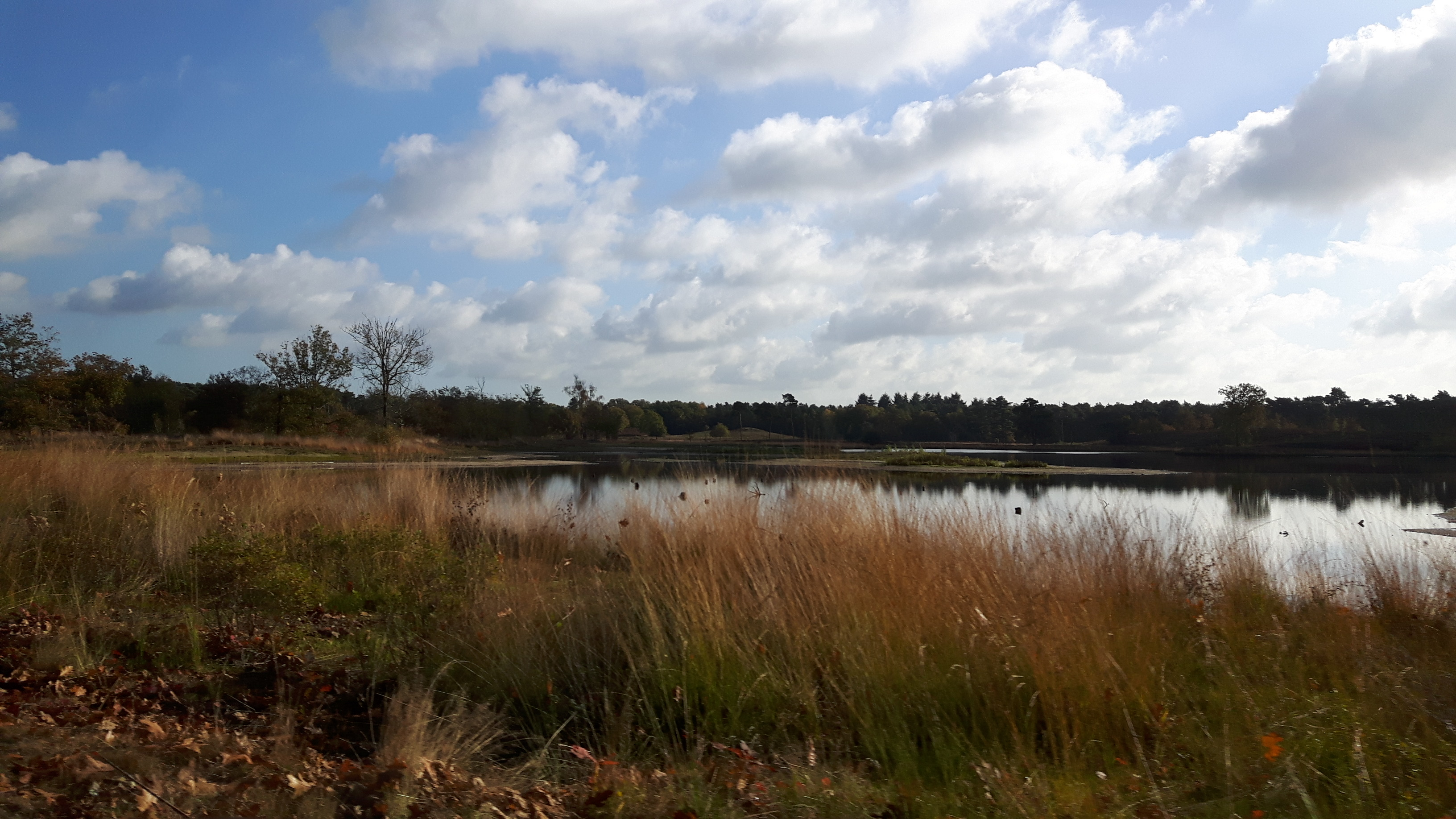
Uitzicht op de Overasseltse Vennen

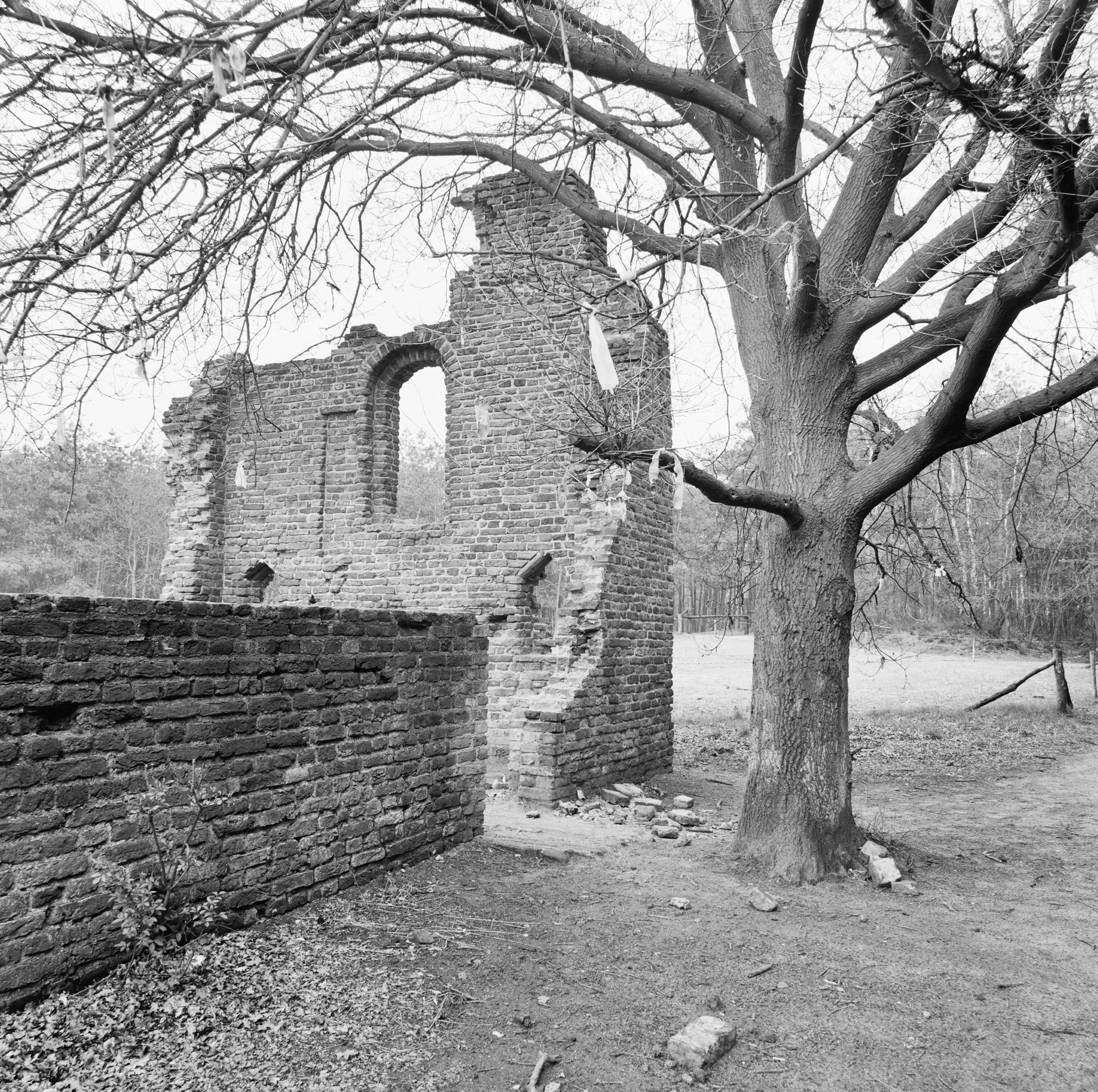
Sint Walrickruïne met koortsboom

De Hatertse en Overasseltse Vennen is een vennengebied van ca. 520 hectare in de gemeentes Heumen en Wijchen, provincie Gelderland. Het gebied bestaat uit zo'n twintig benoemde vennen en het omliggende rivierduin-, heide- en bosgebied.
Het gebied ligt ten zuidwesten van Nijmegen, ten zuidoosten van Wijchen en Alverna en ten noorden van Overasselt; rond het gebied liggen de buurtschappen Blankenberg, Heide, De Schatkuil en Valenberg in de gemeente Heumen en Bullenkamp, Diervoort en Heiveld in de gemeente Wijchen.

## Flora en fauna
In het gebied worden verschillende plantengemeenschappen uit het dophei-verbond aangetroffen. Op voedingsarme en zure bodems groeien planten zoals veenmossen en kleine en ronde zonnedauw. In het gebied worden door Staatsbosbeheer schapen ingezet om de vegetatie kort en open te houden, en er leven wilde dieren zoals das, konijn, ree en vos. Ook komen vele tientallen soorten broedvogels voor.

## Verdroging en boskap
In 2010 besloot de provincie Gelderland in samenwerking met het Waterschap Rivierenland en Staatsbosbeheer de verdroging van het gebied aan te pakken.
Oorspronkelijk was het plan om 70 hectare bos te kappen, maar dit werd gehalveerd tot 36 hectare, wat 11 procent van het bos is. Tussen juni en december 2013 werden grote stukken bos gekapt en omgezet in heide. Vier dichtgegroeide vennen zijn uitgebaggerd zodat ze opnieuw voldoende water bevatten. Enkele stukken landbouwgrond zijn naar natuur omgevormd.
In 2019 werd het resultaat van de uitgevoerde boskap onderzocht. De conclusie was dat de doelen van het project grotendeels zijn behaald doordat de meeste waterpeilen zijn gestegen. Ook het gewenste heideherstel is gerealiseerd, er ontstond meer en kwalitatief goed ontwikkelende heide in een ruimtelijk beter verbonden gebied.

## Bezienswaardigheden
Aan de rand van het gebied bevindt zich de vijftiende-eeuwse ruïne van de Sint Walrickkapel. Er naast staat een zomereik die vereerd wordt als de koortsboom van Overasselt. Het gebied is verder populair als wandel- en fietsgebied. Midden in het natuurgebied bevindt zich, nabij de kapel, ook het Scoutingkampeerterrein St. Walrick bestaande uit vijfentwintig kampeervelden. Deze zijn geschikt voor groepen uiteenlopend in grootte van enkele tot meer dan 100 personen. De velden hebben een verschillend karakter: in het bos, grasland, centraal gelegen of ver van de weg. Het landschap in het natuurgebied komt geregeld terug in het werk van de Nijmeegse kunstschilder Dorus Arts.